# Bacils (classe)
Els Bacilli són una classe de firmicutes que inclou bacteris grampositius, com ara Listeria i Bacillus.
Els Bacilli es distingeixen dels Clostridia per la seva respiració aeròbica. Les seves relacions són encara una mica desconegudes, i sembla que són parafilètiques, donant origen a Mollicutes i possiblement a altres grups. Poden formar realment dos grups separats, formes com Bacillus que produeixen endòspores i formes que no les produeixen, incloent-hi els Lactobacillales.